# 心陰虚
心陰虚（しんいんきょ）とは、心を養う陰液が不足して起こる病態。心虚と陰虚の2症状からなる。

## 症状
心悸、不眠、五心煩熱、息切れ、疲労感、胸苦しい感じなどが見られる。